# 李大衛 (演員)
李大衛（韓語：이다윗，1994年3月3日—），韓國男演員。

## 演出作品

### 電視劇
- 2001年：KBS《梅花戀歌》
- 2003年：KBS《武人時代》飾演 崔怡（幼年）
- 2003年：SBS《王的女人》飾演 順和君
- 2004年：KBSDrama City《殘酷童話》
- 2006年：SBS《拳頭王》
- 2006年：SBS《淵蓋蘇文》飾演 金庾信（幼年）
- 2007年：MBC《壞女人好女人》
- 2007年：SBS《相愛的人啊》
- 2007年：MBC《李祘》飾演 恩彦君
- 2008年：SBS《一枝梅》飾演 卞施厚／小石頭（幼年）
- 2008年：KBS《大姐姐》
- 2009年：KBS《傳說的故鄉》
- 2011年：SBS《樹大根深》飾演 朴世明
- 2012年：SBS《大風水》飾演 睦池尚（少年）
- 2013年：MBC《九家之書》飾演 尹正潤（客串）
- 2015年：KBS《Who Are You－學校2015》飾演 朴敏俊
- 2016年：JTBC《魔女寶鑑》飾演 明宗
- 2016年：tvN《打架吧鬼神》飾演 金仁郎
- 2016年：SAMSUNG GROUP 《積極的體質》 飾演 黃仁國
- 2017年：OCN《救救我》飾演 禹正勳
- 2018年：MBC《壞爸爸》飾演 金龍大
- 2019年：tvN《德魯納酒店》飾演 薛志源
- 2020年：JTBC《梨泰院Class》飾演 李浩鎮
- 2020年：MBC《Cinematic Drama SF8》飾演 金南宇
- 2021年：JTBC《Law School》飾演 徐智皓
- 2024年：Netflix《魷魚遊戲2》飾演 朴敏修
- 2025年：Netflix《魷魚遊戲3》飾演 朴敏修

### 電影
- 2007年：《極樂島殺人事件》
- 2009年：《為何來我家》
- 2010年：《生命之詩》
- 2010年：《殺人之江》
- 2011年：《與敵同寢》
- 2011年：《高地戰》飾演 南成植
- 2011年：《最終兵器：弓》飾演 南伊（少年）
- 2012年：《Romance Joe》
- 2013年：《聽冥王星唱歌》
- 2013年：《恐怖直播》
- 2014年：《新村殭屍漫畫》
- 2014年：《群盜：民亂的時代》
- 2016年：《純情》飾演 凱德
- 2016年：《全倒吧!人生(Split)》
- 2016年：《藝術的目的》飾演 勳
- 2017年：《南漢山城》飾演 七福
- 2018年：《Swing Kids》飾演 光國
- 2019年：《娑婆诃》飾演 高約瑟
- 2025年：《神聖之夜：惡魔獵人》饰演 金君

## 音樂作品
- 2010年：泰山 - 我, 還有給你的故事（feat. 李大衛）

## 外部連結
- NAVER （页面存档备份，存于）
- 李大衛的Instagram帳戶